# Sphaerotherium kutorgae
Sphaerotherium kutorgae är en mångfotingart som beskrevs av Brandt 1841. Sphaerotherium kutorgae ingår i släktet Sphaerotherium och familjen Sphaerotheriidae. Inga underarter finns listade i Catalogue of Life.